# Zora Jandová
Zora Jandová (* 6. září 1958 Praha) je česká sportovkyně, textařka, skladatelka, moderátorka, herečka a zpěvačka, manželka hudebního skladatele Zdenka Merty. Žije v Mníšku pod Brdy. Je cvičitelkou a českou reprezentantku v čínském bojovém umění tchaj-ťi čchüan – v roce 2002 skončila v tomto sportu na mistrovství světa sedmnáctá jako nejlepší Evropanka.
Ještě během svých středoškolských studií na gymnáziu a posléze na DAMU pohostinsky vystupovala v Divadle Semafor a v Poetické vinárně Viola. Po ukončení školy herecky debutovala na scéně pražského Národního divadla coby Ofelie v Shakespearově dramatu Hamlet. Sólistkou činohry ND byla od srpna 1982 do července 1985.
Kromě toho se jedná o muzikálovou a popovou zpěvačku, spolupracuje především se svým manželem hudebním skladatelem Zdenkem Mertou, v jehož muzikálových inscenacích vystupuje, mimo jiné, také na scéně Městského divadla v Brně.
Moderovala televizní pořady Tykadlo (ČT) a Miláčci (TV Prima), na Českém rozhlase 2 – Praha uvádí pořad Noční Mikrofórum. 2. května 2012 Český rozhlas oznámil, že Zora Jandová bude od 1. června 2012 vedoucí Tvůrčí skupiny pro děti a mládež s odpovědností za reformu rozhlasové nabídky pro tuto cílovou skupinu.
Po roce 1989 se objevilo podezření, že byla za minulého režimu spolupracovnicí StB, která na ni vedla dva svazky. Spolupráci však nepodepsala a v neskartovaném svazku při natáčení televizního pořadu 13. komnata zjistila, že StB po třetí schůzce pokusy o kontakt sama ukončila.

## Filmy
- 1979 Postavení mimo hru ... vysedávačka
- 1982 Vinobraní ... dcera Brouskové
- 1983 Třetí princ ... Týna
- 1984 Poločas štěstí ... Markéta
- 1984 Všechno nebo nic ... Lenka
- 1985 Mravenci nesou smrt ... Barborka, příslušnice VB
- 1986 Dva na koni, jeden na oslu ... Běta
- 1989 Evropa tančila valčík ... Draga Simić, srbská studentka
- 1996 Passage ... Klára

## Televize
- 1983 Návštěvníci (TV seriál) - role: zdravotní sestřička